# Narella hawaiinensis
Narella hawaiinensis is een zachte koraalsoort uit de familie Primnoidae. De koraalsoort komt uit het geslacht Narella. Narella hawaiinensis werd in 2007 voor het eerst wetenschappelijk beschreven door Cairns & Bayer. 